# 25119 Kakani
25119 Kakani è un asteroide della fascia principale. Scoperto nel 1998, presenta un'orbita caratterizzata da un semiasse maggiore pari a 3,1184524 UA e da un'eccentricità di 0,1866743, inclinata di 1,26354° rispetto all'eclittica.